# Rajmund II
Rajmund II (ur. 1115, zm. 1152) – hrabia Trypolisu 1137–1152.

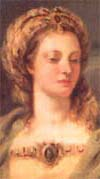
Hodierna, żona Rajmunda II

## Wczesne lata
Był synem Ponsa, hrabiego Trypolisu, i Cecylii, królewny francuskiej. Data jego urodzenia jest nieznana, ale Wilhelm z Tyru zauważył, że Raymond był „młodzieńcem”, kiedy zmarł jego ojciec, co oznacza, że w 1137 miał co najmniej piętnaście lat. On i jego młodszy brat, Filip, byli na tyle dorośli, by podpisać statut ojca na początku lat trzydziestych XII w. Historyk Kevin J. Lewis twierdzi, że w roku 1137 Raymond „z łatwością mógł mieć dwadzieścia kilka lat”, co sugeruje, że się urodził ok. roku 1116. Lewis stwierdza również, że już w 1127 roku Raymond był najprawdopodobniej zaręczony z Hodierną z Rethel, młodszą córką Baldwina II – króla Jerozolimy i hrabiego Edessy, oraz jego żony – Morfii z Meliteny.

## Rządy
W 1137 roku odziedziczył Trypolis po śmierci ojca, który poległ w bitwie z wojskami z Damaszku. Rajmund też był obecny w czasie tego starcia, i prawdopodobnie to jemu krzyżowcy zawdzięczali zdradę, która doprowadziła do zabicia Ponsa. Potem Zengi, atabeg Aleppo i Mosulu zaczął oblężenie zamku Barin na terenie hrabstwa Rajmunda. Rajumnd poprosił o pomoc króla Fulka Andegaweńskiego, ale Zengi pokonał armię i wziął Rajmunda do niewoli. Zengi kontynuował oblężenie, ale doszły do niego wieści o zbliżających się wojskach hrabiego Rajmunda z Antiochii, Joscelina II, hrabiego Edessy, i cesarza Jana II Komnena. Oblężeni, którzy nie wiedzieli o odsieczy, zgodzili się oddać zamek pod warunkiem, że Rejmund zostanie wypuszczony.

### Wojna z siłami muzułmańskimi

Państwa krzyżowe w 1135

Bazwāj, mamelucki dowódca Damaszku dokonał najazdu na Trypolis i pokonał Ponsa w bitwie. Pons uciekł z pola bitwy, ale rdzenni chrześcijanie schwytali go i przekazali Bazwājowi, który dokonał jego egzekucji 25 marca 1137. Bazwāj zdobył przygraniczny fort, ale wrócił do Damaszku bez atakowania Trypolisu. Aby zemścić się za śmierć ojca, Rajmund najechał wioski lokalnych chrześcijan w górach Liban i schwytał wielu z nich. Pojmani mężczyźni, kobiety i dzieci zostali zabrani do Trypolisu, gdzie większość była torturowana i stracona. Wilhelm z Tyru zauważył, że kampania Rajmunda przeciwko miejscowym chrześcijanom była „pierwszą lekcją jego bojowej odwagi”.
Dowiedziawszy się o śmierci Ponsa, Zengi najechał Trypolis w lipcu 1137. Muzułmański historyk Kamal al-Din twierdził później, że Zengi zaatakował Trypolis dopiero po tym, jak Rajmund zebrał swoje wojska, aby zmusić Zengiego do zniesienia oblężenia Hims. Lewis podkreśla, że hipoteza Kamala al-Dina jest wątpliwa, ponieważ Bazwāj już praktycznie unicestwił armię Trypolisu, uniemożliwiając Rajmundowi rozpoczęcie głównych kampanii. Po oblężeniu Montferrand przez Zengiego, Rajmund wysłał gońców do swojego wuja Fulka, króla Jerozolimy, wzywając go, by pospieszył do oblężonej fortecy. Wkrótce po tym, jak Fulko i jego armia przekroczyli granicę hrabstwa Trypolis, wysłannicy Rajmunda z Poitiers, księcia Antiochii, poinformowali go, że cesarz bizantyjski Jan II Komnen najechał Antiochię.
Fulko i Rajmund z Trypolisu postanowili przypuścić szturm na siły Zengiego przed marszem do Antiochii, ponieważ myśleli, że z łatwością pokonają atabega. Jednak Zengi przerwał oblężenie Hims i dokonał nieoczekiwanego ataku na zjednoczone siły Jerozolimy i Trypolisu. Tysiące chrześcijańskich żołnierzy zginęło podczas bitwy, a jeszcze więcej (w tym Rajmund) zostało schwytanych; Fulko i jego orszak uciekli do Montferrand. Zengi ponownie oblegał Montferrand, ale rozpoczął negocjacje z oblężonymi, gdy usłyszał, że dalsze posiłki od Rajmunda z Poitiers, Joscelina II i cesarza Jana Komnena były już w drodze. Oblężeni w twierdzy nie wiedzieli o tych ruchach, ale chętnie zgodzili się przekazać zamek Zengiemu w zamian za bezpieczną podróż i uwolnienie Rajmunda i wszystkich innych chrześcijańskich jeńców.

### Próby konsolidacji
Autor bizantyjski, Teodor Prodrom, pochwalił Jana II Komnena za podporządkowanie Trypolisu na krótko po 1137 r. Kilkadziesiąt lat później bizantyjski historyk Niketas Choniates również opisywał Rajmunda jako lennika Komnena. Według Lewisa, oba źródła sugerują, że Rajmund odnowił przysięgę lojalności swoich poprzedników wobec cesarza bizantyjskiego. Niemniej jednak Rajmund nie brał udziału w kampanii wojskowej Jana II Komnena przeciwko muzułmańskim władcom północnej Syrii w 1138 roku. Historyk Ralph-Johannes Lilie mówi, że brak wystarczających sił wojskowych uniemożliwił Rajmundowi udzielenia pomocy Bizantyjczykom.
Rajmund przyznał szpitalnikom kilka wiosek wzdłuż wschodnich granic swojego hrabstwa w 1142. Jego darowizna obejmowała „fortecę Kurdów”, która w ciągu następnych dziesięcioleci rozwinęła się w kluczowy zamek krzyżowców - Krak des Chevaliers. Rajmund obiecał również oddać szpitalnikom swoje prawa do miasta Montferrand i Rafaniya, jeśli rycerze tego zakonu będą w stanie je odbić (oba miasta zostały zdobyte przez Zengiego w 1137.) Ustanawiając zakon wojskowy na wschodnich pograniczach, Rajmund chciał tylko zapewnić obronę swojego hrabstwa, ale jego wspaniałomyślna darowizna położyła podwaliny pod państwo kościelne, które było prawie niezależne.

### Sprawy rodzinne

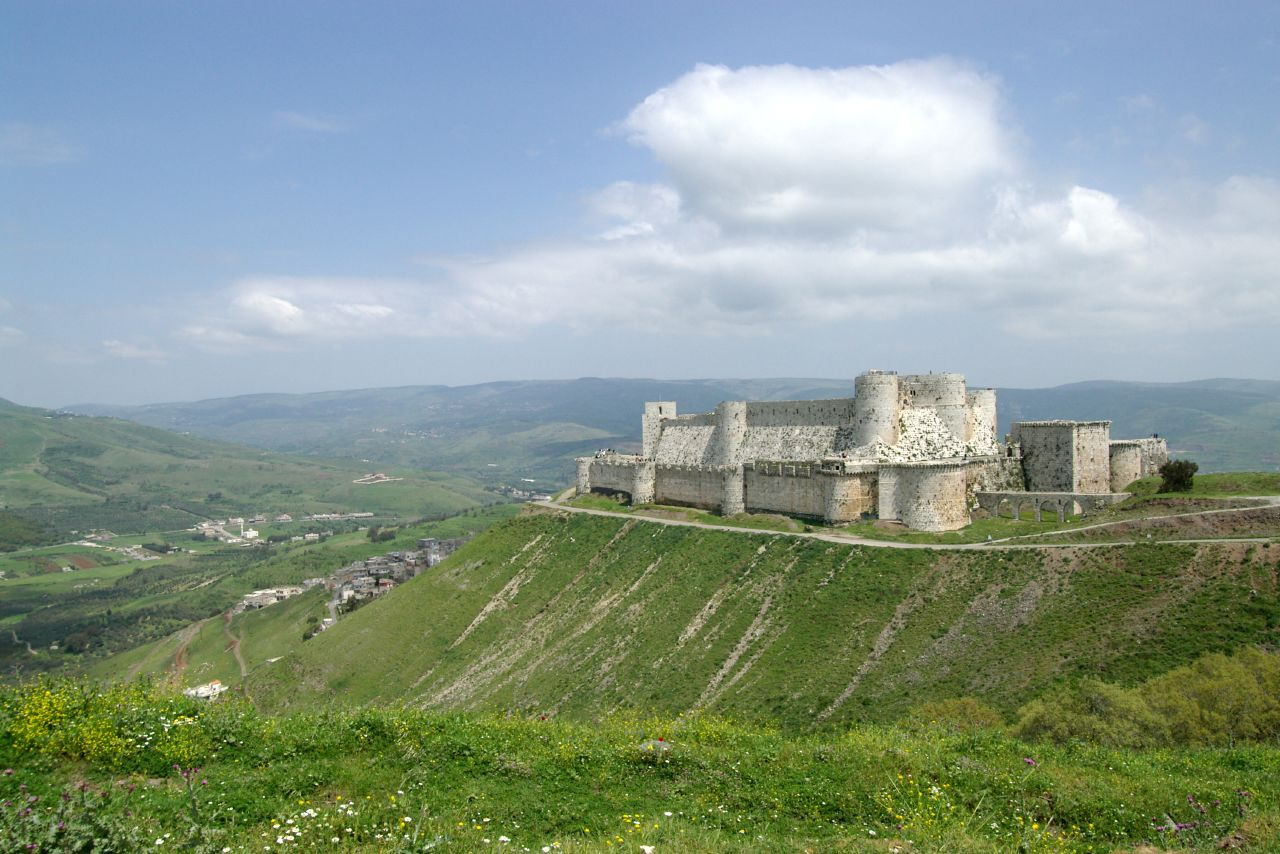
Krak des Chevaliers: duża forteca zbudowana przez szpitalników na ziemi, którą Rajmund podarował im w 1142

Rajmund był prawnukiem Rajmunda de Saint-Gilles, jednego z przywódców pierwszej krucjaty, który jako pierwszy nazwał się hrabią Trypolisu (nawet przed zdobyciem Trypolisu). Jednak Rajmund był potomkiem rodu Saint-Gilles przez Bertranda z Tuluzy, którego ślubność była sporna. Prawowity syn Saint-Gillesa, Alfons-Jordan, urodził się po tym, jak Saint-Gilles zaczął używać tytułu hrabiego Trypolisu, czyniąc go prawowitym spadkobiercą ojca zgodnie z ideą nadawania tytułu porfirogenety.
Alfons-Jordan był jednym z najwyższych dowódców II wyprawy krzyżowej, ale zmarł wkrótce po dotarciu do Ziemi Świętej w kwietniu 1148. Z powodu jego niespodziewanej śmierci, wśród krzyżowców zaczęły krążyć plotki o jego morderstwie,, chociaż najprawdopodobniej zmarł z przyczyn naturalnych, będących konsekwencjami jego długiej podróży przez Morze Śródziemne. Anonimowy kronikarz syryjski oskarżył Rajmunda o zbrodnię, stwierdzając, że otruł Alfonsa-Jordana, ponieważ obawiał się, iż jego wuj przybył, by zająć Trypolis. Lewis podkreśla, że kronika „nie jest najbardziej wiarygodnym dowodem, więc pewien sceptycyzm wobec zaangażowania Rajmunda w śmierć Alfonsa jest z pewnością wskazany”. Inny współczesny autor - kontynuator kroniki Sigeberta z Gembloux był przekonany, że szwagierka Rajmunda - Melisanda otruła Alfonsa-Jordana, ponieważ chciała uniemożliwić mu zdobycie Trypolisu.
Rajmund nie brał udziału w zgromadzeniu przywódców krucjaty w Akce 24 czerwca 1148. Trzymał się także z dala od krzyżowców biorących udział w walkach o Damaszek w 1148. W przeciwieństwie do Rajmunda, nieślubny syn Alfonsa-Jordana, Bertrand, który przybył w orszaku swojego ojca, brał udział w walkach krzyżowców. Postanowił zgłosić roszczenia do Trypolisu i objął w posiadanie twierdzę Al-Urajma latem 1149. Po niemożności wyrzucenia Bertranda z fortu, który kontrolował ważne drogi w powiecie Rajmund szukał pomocy u Mu'in ad-Dina, muzułmańskiego władcy Damaszku, a także u syna Zengiego, Nur ad-Dina. Dwaj muzułmańscy władcy zdobyli Al-Urajmę i uwięzili Bertranda wraz z jego rodziną. Po zniszczeniu zamku zwrócili terytorium Rajmundowi. Rajmund przyznał ziemię templariuszom po 1150 roku.

### Ostatnie lata
Baldwin III przekroczył Trypolis podczas marszu w kierunku północnej Syrii latem 1150 roku. Chciał spotkać się z cesarzem bizantyjskim Manuelem I, który kupił ostatnie twierdze hrabstwa Edessy. Z powodu konfliktu między Baldwinem a jego matką Melisandą, jej zwolennicy odmówili towarzystwa królowi, dlatego ten poprosił Rajmunda, aby do niego dołączył. Rajmund zgodził się i towarzyszył Baldwinowi na spotkaniu i wspólnie nadzorowali przekazanie zamków Bizantyjczykom.
Flota Fatymidów splądrowała Trypolis podczas najazdu na miasta przybrzeżne latem 1151. Egipcjanie zniszczyli statki i zabili lub schwytali setki ludzi w porcie. W grudniu wojska krzyżowców zaatakowały Dolinę Bekaa, chwytając więźniów i zdobywając łupy podczas tej kampanii, zanim muzułmański gubernator Baalbek ich rozgromił. Nur ad-Din najechał hrabstwo w kwietniu lub w maju 1152 i przejął miasto Tartus, pozostawiając tam garnizon. Baldwin III przybył do Trypolisu i odbył „sąd generalny”, w którym uczestniczyli czołowi baronowie Królestwa Jerozolimskiego i hrabstwa Trypolis. Po przybyciu króla, wojska Nur ad-Dina opuściły Tartus, ale zniszczyły fortecę. Ponieważ jej odbudowa okazała się kosztowna , Rajmund oddał miasto najpierw miejscowemu biskupowi, a następnie templariuszom, którzy przekształcili ją w jedną ze swoich najważniejszych siedzib .
W międzyczasie, według Wilhelma z Tyru, między Rajmundem i jego żoną pojawiła się „wrogość zrodzona z zazdrości małżeńskiej”. Jej siostra, Melisanda, która uczestniczyła w zgromadzeniu w Trypolisie, próbowała być mediatorką w tym sporze, ale ich relacje pozostały napięte . Po zamknięciu zgromadzenia Melisanda i Hodierna wyjechały z Trypolisu do Jerozolimy. Rajmund wyjechał z nimi na krótki dystans, a w drodze powrotnej do Trypolisu został zabity przy południowej bramie do miasta, wraz z dwoma jego rycerzami. Dokonała tego grupa fanatycznych Zamachowców zatrudnionych przez władcę Nizarytów do mordowania swoich wrogów. Motyw zbrodni jest nieznany. Ponieważ Nizaryci wcześniej nie zabijali chrześcijańskich władców, współcześni historycy przypuszczają, że ustanowienie garnizonu templariuszy w Tartus mogło ich podburzyć.

## Rodzina
Dokładna data ślubu Rajmunda i Hodierny nie jest znana. Jedna z przypuszczalnych dat to rok 1137 lecz według historyka Petera Locka miało to miejsce wiosną 1133 roku, po tym jak szwagier Hodierny, Fulko V, udzielił pomocy wojskowej ojcu Rajmunda przeciwko Zengiemu. Para miała razem dwoje dzieci: Rajmunda III, hrabiego Trypolisu (1140–1187) i Melisendę z Trypolisu (1143–1161). Ich syn - Rajmund III - był jeszcze niepełnoletni, kiedy zastąpił swojego ojca w 1152. Córka Rajmunda i Hodierny, Melisenda, słynęła ze swojej urody, ale jej delikatne zdrowie i plotki o możliwej niewierności matki uniemożliwiły jej małżeństwo z cesarzem bizantyjskim Manuelem I.